# 유엔식량농업기구

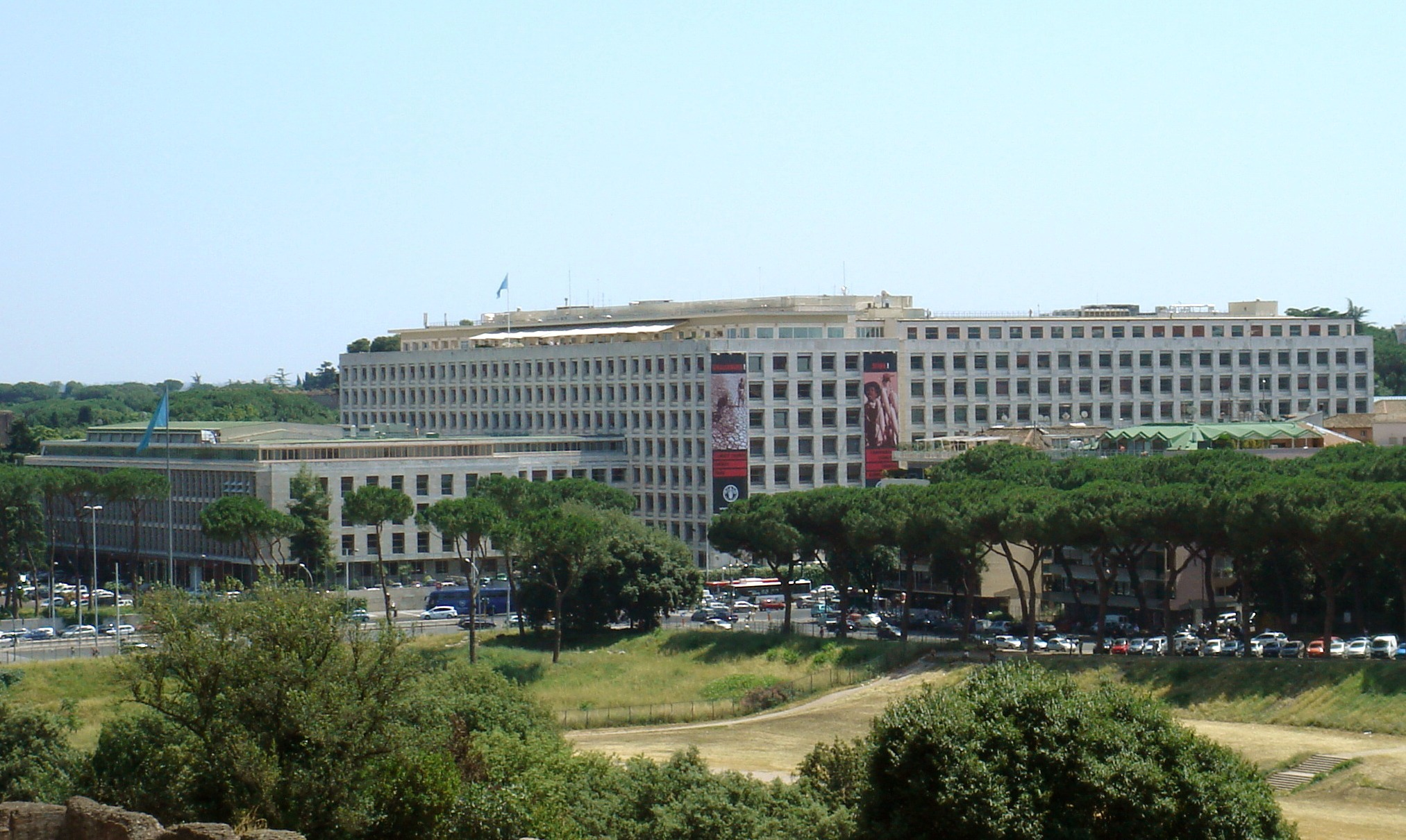
로마에 있는 식량 농업 기구 본부 건물

유엔식량농업기구(유엔食糧農業機構, Food and Agriculture Organization of the United Nations, 약칭 FAO)는 유엔 소속으로 인류의 영양 상태 및 생활 수준의 향상, 식량(농수산물)의 생산 및 분배 능률 증진을 목적으로 설립되었으며, 세계 식량 안보 및 농촌 개발에 중추적 역할을 수행하는 국제 기구이다.

## 기구 개요
1943년 5월, 미국 핫스프링에서 연합국 44국이 참석한 가운데 개최되었던 식량농업회의에서 채택된 미국의 제안에 따라 1943년 7월 식량농업을 위한 유엔 임시위원회(식량증산을 위한 만국임시위원회)를 설립하고 동 위원회에서 농업·임업·어업 분야를 포괄하는 항구적인 국제기구의 설립이 논의된 결과 FAO 헌장이 제정되었다. 1945년 10월 동위원회의 요구로 FAO 설립을 위한 연합국 총회가 캐나다 퀘벡에서 개최되어 34개 서명국이 제1차 총회를 개최하여 창설되었으며, 1946년 12월 최초의 UN 상설전문기구로 등장하였다.
FAO의 설립목적은 헌장 서문에 명시되어 있듯이, 모든 국가 국민의 영양수준과 생활의 향상, 식량과 농업생산물의 생산·분배, 능률증진, 농업 종사자 생활수준의 향상, 그리고 이상의 목적달성을 통한 세계경제발전에의 기여이다. 표기상 '농업'이라는 표현을 사용할 뿐 임업, 수산업을 포함하며 목적달성을 위한 각종의 사업·계획을 추진하고 있다. 총회·이사회·사무국으로 구성되는 상설기관과 위원회·지역적 기관 등의 수많은 보조기관을 설치하고 있으며, 부설기관으로 국제 포플라 위원회(IPC)·인도－태평양수산업이사회(IPFC)·국제미곡위원회(IRC) 등이 있다. 회원국은 정회원과 준회원으로 2분되는데, 준회원 자격은 국제법상 주권국가가 아닌 자치국·자치령·신탁통치 지역에 부여되며, 주권국가에게는 정회원 자격이 부여된다. FAO의 재정은 회원국의 분담금으로 전액 충당되며 한국은 1949년 11월 정회원으로 가입하였다.
본부는 이탈리아 로마에 있으며, 191개 회원국과 1개 회원기구(EC)를 거느리고 있다. 전 세계 135개국에 국가사무소, 5개의 연락사무소, 9개의 소지역사무소, 5개의 지역사무소를 설치한 UN 산하 최대규모의 국제기구이다. 대한민국은 FAO 한국협회와 FAO 한국 연락 사무소가 FAO업무를 지원하고 있다. 현재 사무총장은 중화인민공화국의 취동위 (2019~)이다.

## 주요 활동
인류의 식량 문제 해결, 영양상태 개선, 농촌지역 빈곤해소 등을 위하여 WHO(세계보건기구), WFP(세계식량계획), 국제농업개발기금(IFAD), 아프리카·아시아 농촌개발기구(AARDO)와 연계한 다양한 프로그램 운영한다. WHO와 연계하여 CODEX(국제식품규격위원회)를 1963년 설립하여, 식품안정성, 농축산물 생산규격 등 관리한다. 1960년 ‘기아로부터의 해방’ 캠패인, 1996년 세계식량정상회의 개최, 2002, 2009년 세계식량정상회의 개최 등, 인류기아퇴치를 위하여 노력한다. 현재 10억이 넘는 세계 기아인구수를 줄이기 위하여 WFP(세계식량계획) 등과 연계, 식량부족국가에 식량 및 농업생산기술 제공, 국가간 연계 등 중추적 활동을 하고 있다.

## 주요 사업
- 식량안보 특별프로그램(Special Programme for Food Security): 1994년에 발족된 식량안보 특별프로그램은 식량생산 및 저소득 농가 소득을 증가시켜 기아인구를 감축하고자 한다. 16개 식량안보를 위한 국가프로그램 및 48개 기타 관련 프로그램이 운영중에 있다
- 텔레푸드 사업(TeleFood): 1996년 세계식량정상회의에서 “전 세계 기아인구를 2015년까지 절반으로 줄이기로 약속”한 각국 정상들이 결의내용 실현을 위한 실천과제의 하나로서 FAO가 1997년부터 벌이고 있는 기아퇴치성금 모금운동이다. 방송, 콘서트 등을 통해 2,800만달러 이상의 기금을 조성했으며, 1997년 이후 130개국에서 2,900여개의 프로젝트가 승인되었다.
- 식품안전을 위한 국제규격 마련: FAO는 국제적으로 거래되는 농산물 안전을 확보하고자 CODEX(국제식품규격위원회) 규격, 국제식물보호협약(International Plant Protection Convention) 등의 국제규격을 마련하는데 기여하고 있다.
- 긴급사태 대응 프로그램: FAO는 긴급사태에 대한 예방, 조기경보, 조정, 기술지원, 구호, 복구 및 개발 등에 전반적으로 관여하여 주도적으로 지원한다. FAO는 114개 국가 및 지역에서 755개 긴급사태 대응프로젝트를 운영한다(2008년). FAO는 WFP, IFAD와 공동으로 아이티 지진지역 및 농촌지역의 7만 2,000여 농가에 봄철 식부에 필수적인 종자 등 농업투입재를 배포한다.
- 긴급예방시스템(EMPRES): FAO는 1994년 국경을 초월하는 동식물 병충해의 피해를 최소화하기 위해 긴급예방시스템을 설치하였으며, 2대 우선과제는 우역과 사막 메뚜기 방제이다.
- 온라인 정보보급사업: FAO 홈페이지는 약 300만개의 웹페이지로 구성되어 있고 2008년 방문객수는 4,300만명 이상이다. FAO 홈페이지는 100개 이상의 데이터베이스와 동물보건, 국제통계, 물, 농업 등 각종 정보를 제공하는 전문 정보시스템을 보유하고 있다.
- 현지사업(Field Programme): - FAO는 현지사업을 통해 기술지원, 정책지원, 투자지원, 역량제고 등 기아퇴치를 위한 실제적인 지원사업을 이행하고 있다. FAO는 항상 약 8억달러 규모의 2,000개 이상의 현지 사업을 관리하고 있다.

## 지역 총회
지역총회는 남미 카리브, 유럽, 아프리카, 근동, 아시아 태평양 5개 지역총회가 있으며, 각 지역총회 계기에 지역 내 사업의 우선 순위를 정하고 역내 농업문제를 논의하여 정기총회에 반영한다. 지역총회 의장은 개최국가의 농업담당 각료가 수행하며 해장지역의 특수한 문제점과 필요안건을 검토하고 토의한다.

## 사무총장

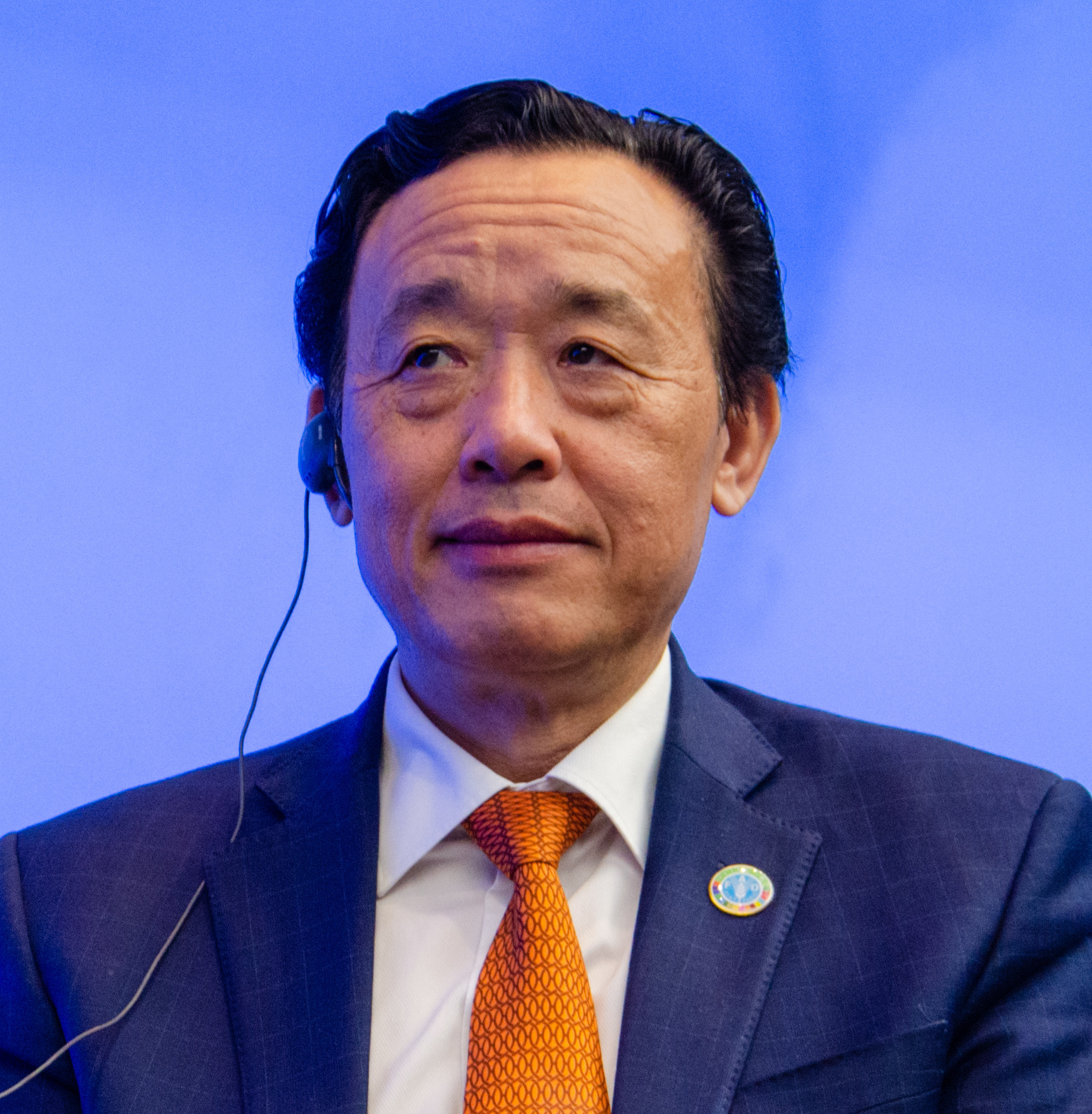
취동위, FAO 사무총장

- 1대 존 보이드 오어 경 (영국, 1945년 10월 ~ 1948년 4월)
- 2대 노리스 E. 도드 (미국, 1948년 4월 ~ 1953년 12월)
- 3대 필립 V. 카든 (미국, 1954년 1월 ~ 1956년 4월)
- 4대 허버트 브로들리 경 (영국(직무대행), 1956년 4월 ~ 11월)
- 5대 비나이 란잔 센 (인도, 1956년 11월 ~ 1967년 12월)
- 6대 아데케 헨드릭 부르마 (네덜란드, 1968년 1월 ~ 1975년 12월)
- 7대 에두아르 사우마 (레바논, 1976년 1월 ~ 1993년 12월)
- 8대 자크 디우프 (세네갈, 1994년 1월 ~ 2011년 12월)
- 9대 조제 그라지아노 다 시우바 (브라질, 2012년 1월 ~ 2019년 7월)
- 10대 취동위 (중화인민공화국, 2019년 8월 ~ 2023년 7월)

## 한국과의 관계
- 대한민국은 1949년 11월 25일 FAO 제5차 총회시 가입서를 제출하였고, 11월말 총회에서 주미국 대사관의 한표욱 참사관이 대한민국의 가입 결정에 대한 감사연설을 행하였다.[1]
- 매년 이사회, 농업·수산·산림 위원회, 식량안보위원회 등 다수 회의에 참가하여 국제농업 현황 및 각국의 농업정책에 대한 정보를 교환
- 1966년 9월14일 - 24일 : 서울에서 FAO 지역총회개최
- FAO 주재 상주대표부 설치 (주이탈리아 대사관 겸임)
- 이사국 피선 : 1965-1967년, 1989-1991년, 1992-1994년, 1995-1997년, 1998-2000년, 2002-2004년
- 대한민국 분담률 : 1.877% (2002년, 회원국중 10위)
  - 2002년도 의무분담금 605만불 납부
- 사무국 내 한국인 직원 : 3명 (2002년 기준)

## 같이 보기
- 유엔 식량 농업 기구 한국협회